# 阿寨台吉
阿寨台吉，又作阿齋台吉（羅馬化：Ajai tayiǰi，1399年—？），蒙古额勒伯克尼古埒苏克齐汗的孙子，父亲是哈尔古楚克，母亲是豁阿哈屯。
《黄史》、《蒙古源流》说豁阿哈屯是额勒伯克的弟媳，而《蒙古黄金史》、《诸汗源流黄金史纲》说豁阿哈屯是额勒伯克的儿媳。1399年，其父哈尔古楚克被额勒伯克杀死后，他的母亲豁阿哈屯先后被额勒伯克、乌格齐哈什哈霸占，生下了遗腹子阿寨。阿寨的儿子脱脱不花、满都鲁、阿噶巴尔济，成为后来蒙古汗国的各部诸汗先祖。阿寨不是阿台，因发音相似在一些史籍中被混淆。
阿寨台吉被乌格齐哈什哈如自己的儿子抚养。乌格齐哈什哈的儿子额色库在位时，备受冷遇，被当作家奴。据《黄史》，1425年额色库死后，萨穆尔公主帮助他和母亲逃出瓦剌，投奔东蒙古。他和阿鲁台、阿台击败瓦剌，俘虏萨穆尔公主的儿子脱懽。为了报答萨穆尔公主，释放脱懽回到瓦剌。后来，脱懽击灭阿鲁台，以阿寨台吉的儿子脱脱不花为大汗。
日本的蒙古史学家和田清认为阿寨是阿鲁台在永乐二十一年（1423年）杀死的本主斡亦剌歹，所以其子脱脱不花依附脱懽攻打阿鲁台。但无法解释其子满都鲁出生于1438年。